# Pelosia immaculata
Pelosia immaculata är en fjärilsart som beskrevs av No Author Recorded. Pelosia immaculata ingår i släktet Pelosia och familjen björnspinnare. Inga underarter finns listade i Catalogue of Life.